# Isoporostreptus heterothyreus
Isoporostreptus heterothyreus är en mångfotingart som först beskrevs av Karsch 1881.  Isoporostreptus heterothyreus ingår i släktet Isoporostreptus och familjen Spirostreptidae. Inga underarter finns listade i Catalogue of Life.